# 井下清
井下 清（いのした きよし、1884年8月1日 - 1973年8月8日）は、日本の造園家。長く東京市の公園課長をつとめ、東京内の公園緑地を多く生み出し、東京の公園行政の基礎を築いた。また、東京高等造園学校およびその後身である東京農業大学を通じて多くの造園人材者を養成した。

## 来歴・人物
京都府愛宕郡聖護院村（現・京都市左京区）に、陸軍軍医・井下気一の子として生まれる。母親は京都の旧家の出。
1905年（明治38年）7月に東京高等農学校（後の東京農業大学）本科を卒業した。農学校に入学する前は高等工業学校の選科生をしていたが、母方のつてで農学校に入学。縁戚に灘の酒造家がいて、自身も醸造を志していたが、夜学で通っていた英語学校がメソジスト系だったため禁酒論をたたき込まれたのと、同級に内村鑑三の内弟子であった長崎渉（後に月寒牧羊場長）がいて親しかったことから、「酒造りは悪魔の業」という考えになり、子供時代から好きな途であった園芸に転向した。
ある日、丸善で『Town Gardening』という家庭園芸の書が目につき、副題として「高価地園芸」とあって自分の考えと一致するのでその題名を失敬し卒業論文を書いて提出した。本人によると同期卒論の内で最も貧弱なものであったが、題名に新鮮味があったとみえて一等賞となったという。当時は卒論で就職が決定していたことから、横浜植木株式会社からサンフランシスコの支店詰に採用する内定を受け、大いに喜んで朗報を父に代って何かと世話してくれた英国通の伯父に報告すると「お前は外国貿易商社の番頭になれると思ってるのか」と一喝されて、1905年8月、以前から話のあった東京市土木課公園掛に入庁する。元来は都市園芸を専攻していたが、東京市入庁以来、上司の長岡安平や林学の本多静六、農学の原煕等の指導を受け造園技術を学ぶ。長岡の下で、東京市の公園改良事業、公園緑地緑化事業に邁進、1914年（大正3年）には東京高等造園学校の設立にも協力し同校講師となる。1921年（大正10年）に市の技師に任用される。1923年東京市公園課長となった。同年7月より翌年6月まで欧米各国都市公園事業調査のため海外出張。
公園課長就任後に際会した関東大震災後の帝都復興事業で、52の東京市立公園を設計築造する。斬新な市街地小公園の意匠はこれ以来長く全国各都市の小公園の範となっていった。東京緑地計画立案に際しては、市の実際上の幹部として都市計画東京地方委員会の技師らとともにその実現に尽力した。
1938年、局長待遇の東京市理事となる。同年5月より1940年6月まで内務省專門委員に就任する（内閣より辞令）。1942年5月、東京市公園部長に就任した。1943年に東京都制の実施に際して公園緑地課長に就任、数少ない勅任技師となり、1946年定年により依願免官で退職した。
都の公職を退いた後は、国土緑化推進委員会常任委員、首都緑化推進委員会常任委員長として緑化事業に専念したほか、1947年から母校東京農業大学の教授、大学評議員、理事、常務理事を歴任した。1951年8月に定年退職。1966年6月理事及び常務理事を退任し、同大学顧問となる。1971年10月には名誉農学博士の学位を授与された。
このほか、
- 東京都市計画審議会委員(1968年6月退任)。
- 東京都観光事業審議会委員(1967年3月退任)。
- 東京都公園施設審議会委員(1949年就任、1954年12月東京都公園審議会に名称変更、同委員、1970年3月退任)。
- 東京都広告物審議会委員
- 首都緑化推進委員会常任委員長(1952年2月就任、1972年8月退任、退任後は顧問)
- 東京都文化財専門委員(1956年就任、1972年6月退任)。

などを務める。
また、団体の長として
- 日本造園学会会長（1953年4月就任。のちに名誉会員)
- 東京都公園協会理事長（1961年3月就任、1972年6月に退任後は顧問）

がある。
その他東京都慰霊協会理事長、東京動物園協会理事、日本児童遊園協会理事長、日本庭園協会副会長、日本造園士会顧問、日本花菖蒲協会々長、日本桜の会理事、日本花の会評議員、梅の会副会長,武蔵野文化協会理事等就任している。歴史や郷土風景にも深い興味を抱き、人類学者、考古学者の鳥居龍蔵と大正六年に郷土士研究者の集まりである 武蔵野会 を結成し常任世話役として活躍、各地の天然記念物顕彰保護運動にも多くの努力を惜しまなかった。
その他代表的な業績に、東京の寄付公園・史蹟名勝庭園の受け入れと制度の整備、東京以外には、悠久山公園改良（新潟県長岡市）、太平山公園（福島県郡山市）、弘前城公園（青森県弘前市）、岡野公園（横浜市）、日和山公園（宮城県石巻市）、立花山遊園（岩手県黒沢尻）、須磨離宮（神戸市）、シアトル日本庭園（アメリカ合衆国ワシントン州シアトル）などに関与した。
墓苑（霊園）では、多磨霊園など東京市立墓地霊園の制度整備と計画設計など。東京市管轄の霊園のほかは深草霊園（京都市）、鴨越墓園（神戸市）などに関与している。
このように技術経験を高く評価されて全国各地の公園、墓苑計画、神苑整備計画、動物園計画、工場緑化計画等に参画、指導に当った。都市公園、墓園、道路樹木、社会緑化、文化財保存事業その他社会人園芸の普及に及ぶまできわめて幅広い事業を、行政・財政の面で成功させる。公務員造園家としての功績は多岐にわたっている。常に公園事業の推移進展を先取りし、多くの公園特殊施設を設けて公園の独立採算制という理財面でも成功を収め、財力のもとに有力者邸宅の公園寄付など、独自の発想による新事業を成功裡に収めていった。
また公園事業を通じて社会人園芸の普及啓蒙をはかるため、さくらの会、梅の会、菊の会、花菖蒲の会、蓮の会等を率先して設立。また日本庭園協会、日本造園学会、日本児童遊園協会、東京高等造園学校等の設立に指導的役割を果たす。さらに造園事業を通じて文化財保護事業と観光事業にも尽力した。
著作についても『公園の設計』『建墓の研究』『街路樹』等、10数冊を公刊している。墓所は多磨霊園。

## 顕彰
- 藍綬褒章 - 1963年2月
- 勲三等に叙され、瑞宝章 - 1964年2月